# Torrehermosa
Torrehermosa est une commune d’Espagne, dans la province de Saragosse, communauté autonome d'Aragon comarque de Comunidad de Calatayud.

## Personnalités
- Pascal Baylon (1540-1592) franciscain déchaussé reconnu saint par l'Église catholique.